# Asteranthe
Asteranthe là chi thực vật có hoa trong họ Annonaceae.